# The Last Song
"The Last Song" је други сингл групе The All-American Rejects са истоименог албума.